# Aleksandr Txaiànov
Aleksandr Vassílievitx Txaiànov , rus: Александр Васильевич Чаянов, (Moscou, 1888 - Almati, 1937) fou un escriptor i economista agrari rus.

## Formació
L'any 1906 va ingressar a l'Institut Agrícola de Moscou. La seva formació es va dur a terme sota la tutela del professor A. F. Fortunatov, eminent figura del liberalisme rus i kathedersozialist. Fortunatov l'introduí en els ambients zemstva i del cooperativisme rus, alhora que l'envià a estudiar a Itàlia, Bèlgica, Suïssa i Berlin. El 1908, quan encara era estudiant, va publicar el seu primer treball sobre la cooperació agrícola a Itàlia. El 1910 es va doctorar en economia agrària a l'Acadèmia Agrària de Razumovskoe (Moscou), d'on el 1913 en va ser nomenat professor ajudant. El 1911 havia participat en el Congrés d'Agricultura de Moscou, on es va expressar l'Escola d'Organització i Producció, de la qual ell més tard en formà part i que tengué com a òrgan d'expressió el Diari Agrícola de Jàrkov, editat per Matseevich. Aleshores Txaiànov ja era un simpatitzant del socialisme i a més a més era poeta, narrador i col·leccionista de gravats. El 1912 es publicaren les seves primeres poesies, el Llibre de Lyalina.
Va estudiar el moviment cooperatiu a l'Europa occidental i va esdevenir un dels científics més autoritzats pel que fa a cooperació agrària i a l'organització de l'agricultura. A partir de 1912 es va centrar en la investigació de la teoria de la unitat econòmica pagesa. De tota manera, en aquest període i fins al 1917, va ocupar càrrecs de primer nivell en el cooperativisme rus, al costat de M.I. Tugan Baranovski a la Unió panrussa dels Zemstva. Va formar part del darrer govern rus de coalició presidit per Kerenski com a viceministre d'agricultura.

## Txaiànov i el populisme rus
Txaiànov du a terme una revisió i actualització dels plantejaments del populisme legal rus de finals del segle xix, sobretot de les posicions de V.P. Voronov, La problemàtica fonamental abordada per aquesta branca del populisme era si un país "endarrerit" i amb una prevalent producció pagesa podia industrialitzar-se a través d'una via "no-capitalista", saltant-se la fase de proletarització prèvia que havia caracteritzat els processos industrials dels països capitalistes avançats i adoptant una via original basada en el que anomenaven "socialització del treball". Aquest resultat havia de ser produït per la combinació de les noves tecnologies i per la intervenció pública encaminada a posar les noves tècniques al servei dels productors.

## La Revolució
El 1917 va escriure el fulletó agrarista Què és la qüestió agrària?, un document programàtic que reclamava com a punt de sortida per a resoldre els problemes de Rússia, la transferència de les terres de les mans dels terratinents a les dels pagesos que les treballaven: "terra per treballar, treball pel poble". El pagès havia de disposar de terra adequada i suficient, així com dels mitjans de producció necessaris. Amb aquesta finalitat Txaiànov veia oportú combinar la nacionalització de la terra, la seva municipalització, la prohibició de la compravenda especulativa de terra i els imposts de control de la gran propietat perquè la terra passàs al que ell anomenava economia del treball. Proposava el sistema cooperatiu com a base del sector agropecuari.
Txaiànov considerà un encert que la Revolució d'Octubre de 1917 lliuràs les terres als pagesos russos. Tot i les seves diferències amb els bolxevics va col·laborar críticament amb el nou govern i treballà en els organismes cooperatius. Participà amb una posició independent en el Primer Congrés Cooperatiu, del 18 al 24 de febrer de 1918, en el qual hi presentà un informe i va ser elegit membre del comitè directiu.
Després de doctorar-se en Ciències a l'Acadèmia Agrícola i Forestal Petrovsky, va acceptar un càrrec a l'Institut d'Investigació Científica de l'Economia Agrícola, on el seu talent d'organització i autoritat científica li van assegurar la direcció i va tenir un paper important en la formació superior de quadres tècnics en el camp agronòmic. Des d'allà va assessorar al Comissari per a l'Agricultura i va poder escriure a Lenin sobre la importància del crèdit per a les cooperatives, funcionant com a secció agrària de la Comissió estatal pel Pla (Gosplan). En el bienni 1919-20 presidí la Unió panrussa de la Societat Agrícola i el 1920 va ser entre els fundadors de l'Institut per a la Conjuntura. El 1921 entrà a formar part del Col·legi del Comissariat de l'Agricultura.
Va poder aprofundir les seves investigacions sobre l'economia camperola i convertir-les en punt de referència obligat i part integrant del treball de diversos experts de l'Escola de l'Organització i la Producció per a l'anàlisi de les qüestions agràries, que no es va limitar a les investigacions sobre l'economia camperola, sinó que va estudiar els mètodes de regionalització agrícola, la teoria de la cooperació i l'organització, la comptabilitat i administració de les explotacions agropecuàries i l'administració d'aigües i recursos naturals.

## La unitat econòmica pagesa
A partir de 1923 es converteix en l'especialista rus més destacat en temes agraris, a la vegada que s'obre un període en el qual l'abandonament de la NEP va marcant el distanciament del poder soviètic envers intel·lectuals com Txaiànov.
Txaiànov va explicar l'organització de la unitat econòmica camperola; els seus objectius i plans; la circulació de capital i riquesa dins d'ella; la relació entre terra, capital, treball i família; i les conseqüències de tot això per a l'economia nacional i internacional i l'articulació de l'economia camperola amb el conjunt econòmic.
Segons Txaiànov la primera característica de l'economia pagesa consisteix en el fet que és una economia familiar. Tota la seva organització està determinada per la composició de la família del pagès, el nombre de membres que integra, la seva coordinació, les seves demandes de consum, i el nombre de treballadors amb què compta. Aquest fet determina una lògica pròpia, diferent de la capitalista, ja que el treball familiar no és mesurable en termes del treball assalariat. El major interès de l'explotació pagesa no radica en la remuneració de la unitat de treball (el treball diari), sinó en la del treball de tot l'any. Per atendre les demandes del món exterior i a la vegada atendre el consum de la casa els pagesos posen en pràctica dues estratègies distintes: augmentar la producció i reduir el consum. Wolf assenyala que en lloc de restringir el consum (minorant la ració calòrica o reduint les seves compres a l'essencial) el pagès també pot incrementar fins al màxim possible el treball del seu propi grup domèstic.
Va coincidir amb altres analistes en que l'economia camperola per gairebé tot arreu està lligada de diferents maneres al mercat capitalista i sotmesa en diverses formes al capital financer (bancari i industrial). Però això no elimina les unitats familiars d'explotació agropecuària. Va concloure llavors, que en el futur immediat la unitat d'explotació domèstica camperola seguiria sent part important i imprescindible de la vida de molts de països i que en el seu conjunt l'agricultura mundial es caracteritzava i se seguiria caracteritzant per l'heterogeneïtat.
Mitjançant l'estudi del mode de producció camperol tal com és, va estudiar el material a partir del qual hauria d'evolucionar en el futur el camp, per mitjà de cooperatives progressivament integrades.
Va ser un defensor de la cooperació agrícola, però un escèptic pel que fa al foment indiscriminat de la producció agrícola a gran escala. Considerava que per vincular la pagesia a l'economia general i garantir el desenvolupament agropecuari, havia de predominar la concentració vertical i no l'horitzontal, és a dir: s'havia de fomentar fonamentalment l'associació i la integració cooperativa i només secundàriament, de mica en mica, en casos determinats i precisos la col·lectivització de la producció camperola. Això estava en contradicció amb la política de col·lectivització total de Stalin, que el 1929 va escriure que era "incomprensible que les teories anticientífiques d'economistes 'soviètics' com Txaiànov puguin circular lliurement per la premsa" .

## El paper del cooperativisme agrari
La qüestió del cooperativisme assoleix un paper essencial a l'hora de determinar les possibilitats de supervivència de les explotacions pageses en un marc definit de manera creixent pel mercat. Les cooperatives, per a Txaiànov, estableixen un procés d'integració ben diferent del de la gran empresa industrial, en permetre la conservació de les característiques pròpies de les empreses agràries de tipus familiar. Les empreses cooperatives des del punt de mira tecnològic es converteixen en fermes impulsores de la innovació tècnica i organitzativa en les empreses agràries associades i faciliten la seva adequació a les demandes dels mercats.

## Condemna i rehabilitació
El 1930 Txaiànov va ser arrestat dins el "Cas del Partit dels Camperols Treballadors" (Трудовая крестьянская партия), fabricat per l'NKVD. El nom del tal partit va ser pres d'un llibre de ciència-ficció escrit per Txaiànov el 1920. El procés estava planificat per ser un simulacre, però es va desplomar per l'enteresa dels acusats. No obstant això, en un judici secret el 1932, Txaiànov va ser condemnat a 5 anys de treballs forçats al Kazakhstan. El 3 d'octubre de 1937 Txaiànov va ser detingut novament, "jutjat" i afusellat el mateix dia. La seva esposa va passar 18 anys en camps de treball. Va morir el 1983 lluitant per rehabilitar al seu marit. Tots dos van ser rehabilitats pel Tribunal Suprem de la Unió Soviètica el 16 de juliol de 1987.
La veritable rehabilitació de Txaiànov ha estat la que a nivell mundial li ha fet la ciència econòmica agrària. L'economia clàssica i neoclàssica tracta la pagesia amb els mateixos dogmes de Stalin: la gran propietat és sempre la més eficient. Txaiànov va demostrar la vigència del paper econòmic de la família pagesa i el caràcter necessàriament heterogeni del sector agropecuari. Veritats que avui els més assenyats planificadors i economistes es veuen obligats a reconèixer, tot i l'onada neoliberal i homogeneïtzant. Les seves obres avui traduïdes a diversos idiomes serveixen per pensar solucions als problemes del camp i de la pagesia a molts països del món, en un moment en què la població camperola mundial arriba als 3 mil milions de persones.

## Escrits
Assaigs per a una teoria de l'economia del treball (1912-13), assenyala el final del seu període d'aprenentatge. Què és la qüestió agrària? (1917) i l'antologia Principis i mètodes operatius de l'agronomia social (1918) són dos treballs importants dedicats a orientar l'opinió pública més enllà dels especialistes i tècnics. El 1919 publicà Les dimensions òptimes de l'empresa agrícola.
En la seva obra econòmica destaca L'organització de la Unitat Econòmica Camperola, publicada el 1925 amb el patrocini de l'Institut d'Investigació Científica de l'Economia Agrícola, a Moscou. El 1927 publicà el seu darrer treball teòric: Principis i formes organitzatives de la cooperació agrícola. Txaiànov va ser autor de diversos treballs poètics i narratius. És molt conegut El viatge del meu germà Alexis al país de la utopia camperola, relat de ciència-ficció de profund contingut social. En les seves cartes s'han trobat tesi sobre el paper dels intel·lectuals en la revolució. Recentment es van publicar les notes autobiogràfiques que la NKVD li va imposar escriure per al seu judici.

## Obres literàries
- История парикмахерской куклы (1918) - (La història de la pepa del perruquer).
- Путешествие моего брата Алексея в страну крестьянской утопии (1920) - (El viatge del meu germà Alexis al país de la utopia camperola).
- Венедиктов (1922) - (Venediktov).
- Венецианское зеркало (1923) - (Mirall venecià).
- Необычайные приключения графа Бутурлина (1924) - (Les aventures excepcionals del comte Buturlín).
- Юлия, или Встречи под Новодевичьим (1928) - (Julia, o trobades prop del Monestir Novodévichi).